# Клінічна нейропсихологія
Клінічна нейропсихологія — галузь психології, яка спеціалізується на вивченні взаємозв'язків між мозковою діяльністю та психічними розладами. Клінічні нейропсихологи досліджують, як ураження чи порушення в мозку можуть впливати на когнітивні, емоційні та поведінкові функції особи. Вони використовують ці знання для діагностики та розробки стратегій реабілітації для пацієнтів з різними нейрологічними або психічними захворюваннями.
| МРТ зображення мозку людини | Це незавершена стаття з нейронауки. Ви можете допомогти проєкту, виправивши або дописавши її. |